# Ancylistes bicuspis
Ancylistes bicuspis är en skalbaggsart som först beskrevs av Louis Alexandre Auguste Chevrolat 1858.  Ancylistes bicuspis ingår i släktet Ancylistes och familjen långhorningar.
Artens utbredningsområde är Madagaskar. Inga underarter finns listade i Catalogue of Life.